# Киргизско-монгольские отношения
Киргизско-монгольские отношения — двусторонние дипломатические отношения между Кыргызстаном и Монголией, установленные 22 апреля 1992 года. В 2018 году двусторонний товарооборот составил 2,4 млн долларов.
Кыргызстан является членом ШОС, в то время как Монголия имеет статус наблюдателя. 

## История
В июле 1986 года Ж. Батмунх прибыл в Киргизскую ССР, где его встретил А. М. Масалиев. Было подписано соглашение об установлении прямых дружественных связей между Киргизской ССР и Монголией. 17 ноября 1986 года в Улан-Баторе Д. Б. Аманбаев и Д. Моломжамц подписали соглашение о главных направлениях сотрудничества на 1987—1990 годы.
22 апреля 1992 года между Кыргызстаном и Монголией были установлены дипломатические отношения.
В 1993 году А. А. Акаев посетил Монголию с официальным визитом.
В 1999 году Н. Багабанди посетил Киргизию с официальным визитом.
В 2002 году А. А. Акаев посетил Монголию с официальным визитом.
В декабре 2003 года С. Тумурочир посетил Кыргызстан с официальным визитом.
В 2004 году А. А. Борубаев посетил Монголию с официальным визитом.
В 2007 году Н. Энхбаяр посетил Кыргызстан с официальным визитом.
В апреле 2012 года Ц. Элбэгдорж посетил Кыргызстан с официальным визитом.
27 января 2015 года Ц. Элбэгдордж посетил Кыргызстан.
В 2023 году С. Н. Жапаров посетил Монголию.

## Экономические отношения
Двусторонняя торговля была небольшой. В 2011 году киргизский экспорт в Монголию составил 1,4 млн долларов, а монгольские поставки в Кыргызстан составили 0,4 млн долларов. В 2018 году двусторонний товарооборот составил 2,4 млн долларов.

## Дипломатические представительства
По состоянию на 2017 год в Кыргызстане не было посольства Монголии, а в Монголии не было посольства Кыргызстана. С 1993 года дипломатические отношения осуществлялись через посольство в Алма-Ате. С 1998 года дипломатические отношения стали осуществляться через посольство в Пекине. 17 апреля 2009 года в Бишкеке открылось почётное консульство Монголии, которое возглавил гражданин Кыргызстана У. С. Чолпонбаев.